# Gniewskie Pole
Gniewskie Pole – wieś w Polsce położona w województwie pomorskim, w powiecie kwidzyńskim, w gminie Kwidzyn.
W latach 1975–1998 miejscowość administracyjnie należała do województwa elbląskiego.
W miejscowości są przystanki kolejowe Gniewskie Pole, Gniewskie Pole Kolonia i Gniewskie Pole Działki.